# Helmer V Nyberg
Helmer Viktor Nyberg, född 20 februari 1907 i Malmbäck, Jönköpings län (Småland), död i Jönköping 18 juni 1980, var en svensk folkskollärare,  poet och pjäsförfattare, det senare främst för barn. 
En kantat till den svenska skolans 100-årsjubileum 1942 bär hans signatur.
I Visan om Ti Tu Tang den lycklige, tonsatt av Carsten Nordlander (1905–1989), liksom av H A Peter 1904–1977, berättar Nyberg om den gamle kinesen att han levde lycklig trots att han "räknade och skrev ej alls och läste ej ett smul" - en motvikt till Nybergs disciplinära lärarutövning.
Helmer V Nyberg tjänstgjorde som lärare bland annat vid Huskvarna Folkskolor.